# Lição de Botânica
Lição de Botânica é uma peça teatral escrita por Machado de Assis escrita em 1905. Foi a última peça escrita pelo autor.

## Personagens
- D. Helena, viúva, sobrinha de D. Leonor e prima de D. Cecília;
- D. Leonor, tia de D. Helena e de D. Cecília;
- D. Cecília, jovem apaixonada por Heitor, que é apenas mencionado na peça;
- Barão Sigismundo de Kernoberg, cientista sueco radicado no Brasil, obcecado pela botânica, tio de Heitor.

## Enredo
O barão Sigismundo manda anunciar a D. Leonor, sua vizinha, que deseja uma entrevista. Animada, Cecília crê que o barão vem pedir sua mão pra o sobrinho Heitor, por quem está apaixonada. Para sua surpresa, o barão pede que D. Leonor não receba mais o jovem em casa. O cientista crê que o casamento é incompatível com a ciência, e é seu plano que Heitor se torne um grande botânico, como é tradição na família. Cecília entra em desespero com o comportamento inusitado do cientista. Mas Helena tem uma brilhante ideia. Ela finge ao velho um profundo interesse por botânica, e pede para ser sua discípula. O cientista se apaixona por ela, e reconsidera suas posições sobre o casamento e a ciência.